# 鳥影社
株式会社鳥影社（ちょうえいしゃ、Choeisha co.,Ltd. ）は、日本の出版社。ドイツ文学と純文学の出版で知られる。
主な出版物として『ヨーゼフ・ロート小説集』、『ローベルト・ヴァルザー作品集』、ノーベル賞作家・エルフリーデ・イェリネクの『ピアニスト』『死者の子供たち』など。
芥川賞受賞の作家などが多数寄稿する文学雑誌「季刊文科」を年四回発行している。
社名の由来は、詩人江守善三の「鳥の影のように生は過ぎ去る。翔（かけ）り過ぎたことさえ知られず、風化して消えてしまった数知れぬ生で歴史の流れは充たされている」による。

## 季刊文科
編集委員によれば、「季刊文科」の端的純一な目標は「文学の魅力を問い直す」ことであり、「劇画的時代に活字の魅力をよびもどすのは至難のことだが、反時代的表現はもともと文学の宿命であり、それこそが文学の魅力の源泉であろう。」としている。

### 編集委員[1]
- 伊藤氏貴
- 勝又浩
- 佐藤洋二郎
- 津村節子
- 富岡幸一郎
- 中沢けい
- 松本徹
- 青木健（〜79号）
- 松本道介（〜71号）
- 秋山駿（〜60号）
- 大河内昭爾（〜59号）
- 吉村昭（〜35号）

## 所在地
- 本社・編集部 〒392-0012 長野県諏訪市四賀229番地1
- 東京営業所 〒160-0023 東京都新宿区西新宿三丁目5番12号トーカン新宿7F